# Lansettsnabblöpare
Lansettsnabblöpare (Thanatus formicinus) är en spindelart som först beskrevs av Carl Alexander Clerck 1757.  Lansettsnabblöpare ingår i släktet Thanatus och familjen snabblöparspindlar. Arten är reproducerande i Sverige. Inga underarter finns listade i Catalogue of Life.